# 形状因子
X線回折とX線結晶構造解析における形状因子（けいじょういんし、英語：shape factor）とは、固体中に含まれる結晶子の大きさと回折パターンのピーク幅との関係を結びつける因子である。
回折ピーク幅と結晶子サイズの関係は、以下のシェラーの式（Scherrer equation）で表される。
{\displaystyle \tau ={\frac {K\lambda }{\beta \cos \theta }}}
ここでKは形状因子、λはX線波長、βはピーク半値全幅（FWHM、ただしラジアン単位）、θはブラッグ角、τは結晶子（または配列領域）の平均サイズであり、実際の粒子サイズより小さくなる。
無次元の形状因子は一般的に約0.9であるが、結晶子の形状によって値は変化する。シェラー式はナノスケールの粒子にしか適用できず、0.1 μm以上の粒子には適用できない
シェラー式は粒子サイズの下限を与える。なぜなら回折ピークが有限の幅を持つ原因として、「結晶子サイズが有限であること」の他にも「不均一な歪み」や「装置の影響」なども考えられるからである。もしピーク幅が結晶子サイズのみに支配されているならば、ピーク幅とシェラー式によって結晶子サイズは決定できる。もし他の寄与がある場合は、シェラー式によって求めた値よりも大きくなり得ることになる。

## 関連文献
- B.D. Cullity & S.R. Stock, Elements of X-Ray Diffraction, 3rd Ed., Prentice-Hall Inc., 2001, p 167-171, ISBN 0-201-61091-4.
- R. Jenkins & R.L. Snyder, Introduction to X-ray Powder Diffractometry, John Wiley & Sons Inc., 1996, p 89-91, ISBN 0-471-51339-3.
- H.P. Klug & L.E. Alexander, X-Ray Diffraction Procedures, 2nd Ed., John Wiley & Sons Inc., 1974, p 687-703, ISBN 978-0-471-49369-3.
- B.E. Warren, X-Ray Diffraction, Addison-Wesley Publishing Co., 1969, p 251-254, ISBN 0-201-08524-0.